# اسکندرنامه نقالی
اِسکَندَرنامهٔ نَقّالی داستانی افسانه‌ای است اثر منوچهرخان حکیم به زبان فارسی.
این داستان را یکی از مفصل‌ترین و پرتنوع‌ترین قصه‌های عامیانهٔ چند سدهٔ اخیر به زبان فارسی دانسته‌اند.
اسکندرنامهٔ نقالی، مرحلهٔ‌گذار از نثر منشیانهٔ روزگار صفوی به نثر داستانی دورهٔ قاجاری است.
این مجموعه شرح حال شخصیتی افسانه‌ای به نام اسکندر بن داراب بن بهمن بن اسفندیار روئین‌تن است. درواقع، نویسنده سعی کرده‌است به‌نوعی قصهٔ شاهنامهٔ فردوسی را ادامه دهد. «اسکندرِ» این کتاب با «اسکندر مقدونی» متفاوت است.
این کتاب در ۶۲۶ صفحه توسط چاپخانهٔ علی‌اکبر علمی در سال ۱۳۲۷ خورشیدی به چاپ رسیده بود.